# El aprendiz de mago
El aprendiz de mago (The Magician's Apprentice) es el título del primer episodio de la novena temporada moderna de la serie británica de ciencia ficción Doctor Who, emitido originalmente el 19 de septiembre de 2015. Es la primera parte de una historia en dos episodios que concluye con El familiar de la bruja.

## Argumento
En un campo de batalla, un niño se ve atrapado entre unas "minas manuales", unas criaturas con forma de manos con ojos que matan arrastrando a su víctima bajo tierra. El Duodécimo Doctor (Peter Capaldi) aparece dispuesto a salvar al niño, pero cuando este le dice que su nombre es Davros, el Doctor, impresionado, le abandona. En el presente, todos los aviones de la Tierra que están volando se quedan congelados en medio del aire. UNIT llama a Clara (Jenna Coleman) esperando que ella pueda localizar al Doctor, pero no da señales de vida. Mientras tanto, un amenazador ser encapuchado está buscando también al Doctor por todas partes. Tiene un mensaje para él de Davros, que al parecer se está muriendo: "Davros lo sabe, Davros recuerda". De vuelta en el presente, Missy (Michelle Gomez) le revela a UNIT que ella es la responsable de los aviones. Quiere ponerse en contacto con Clara para que le ayude a encontrar al Doctor. Extrañamente, está preocupada por él, ya que le ha dejado un "dial de confesión", un testamento que contiene sus últimas voluntades, lo que significa que el Doctor, que recibió a escondidas el mensaje del encapuchado, piensa que solo le queda un día de vida.
Así, Missy y Clara buscan al Doctor y gracias a ella le localizan en el siglo XIII, donde se presentan con un manipulador del Vórtice. En ese momento, se presenta también el encapuchado, que se presenta como una criatura que puede adoptar la forma de una gran serpiente. El Doctor se despide de Clara y Missy y se entrega voluntariamente para ver a Davros, aunque a petición de Clara y Missy, se lleva a los tres hasta lo que parece una nave que flota en mitad del espacio. Sin embargo, todo resulta ser una trampa, ya que lo que parecía una nave era en realidad un edificio y lo que parecía el espacio era un planeta que habían hecho invisible: Skaro, el planeta de los Daleks. Mientras el Doctor habla con Davros, los Daleks capturan a Clara y Missy, y mientras el Doctor observa impotente desde una pantalla, las ejecutan, y después parecen destruir la TARDIS. De alguna forma, sin embargo, el Doctor se presenta de nuevo en el pasado con Davros de niño, y con un brazo de Dalek se dispone a exterminarle para intentar cambiar el futuro.

### Continuidad
Ohila, Sacerdotisa de la Hermandad de Karn, del minisodio en línea de 2013 The Night of the Doctor, regresa en este episodio, lo que supone la primera aparición de esta hermandad en la serie televisiva desde el serial de 1976 The Brain of Morbius.